# イオンタウンユーカリが丘
イオンタウンユーカリが丘 (イオンタウンユーカリがおか) は、千葉県佐倉市のユーカリが丘内にあるショッピングセンターである。

## 概要
イオンタウンが展開するエンクローズドモールとしては史上最大規模を誇るショッピングモールとして2016年（平成28年）6月10日に開店。
東街区と西街区となっており、東街区と西街区は2,3階の連絡通路で移動が可能である。

## テナント
東街区、西街区共に回遊性の高いサーキットモールで1-3階が店舗になっており、東街区は主に大型専門店が入居し通路が円形、西街区は主に小型の専門店が、その他1-3階にイオンスタイル、3階にフードコートが入居し、イオンスタイルを左にD字型の通路となっている。
開業時点では、西街区の1階で食品と2階で衣料品・家庭用品・化粧品などの売場が「イオンスタイルユーカリが丘」で、3階には子供用品専門店「キッズリパブリック」が出店した。
前身となる「ユーカリが丘サティ」は山万ユーカリが丘線地区センター駅前の現在のスカイプラザ・モールの1〜3階の位置で営業していたイオンユーカリが丘店であり、マイカルが運営するGMSのユーカリが丘サティとして1992年（平成4年）3月6日に開業した。
開業から丁度6年後の1999年（平成11年）3月6日にワーナー・マイカル・シネマズ（後のイオンシネマ）や飲食店、雑貨大型店などが入る「ユーカリが丘サティ2番街」（現・ユーカリプラザ）も増床した。
2001年（平成13年）にマイカルが経営破綻し、その再建過程で施設所有者である山万自身が運営を引き継ぎ、2番街は2003年（平成15年） 9月26日「ユーカリプラザ」としてリニューアルオープンした。
1番街はそのままユーカリが丘サティとして営業を続け、2011年（平成23年）3月1日にイオンリテールがマイカルを吸収合併した事に伴う「イオン」への店名変更により、イオンユーカリが丘店として営業していたた。
イオンタウンユーカリが丘の開業に伴い、直線距離で約200mの位置にあったイオンユーカリが丘店は2016年（平成28年）6月5日に閉店。その後、建物は改装が行われ、山万が運営しオーケーを核テナントとするショッピングセンター、スカイプラザ・モール として2017年（平成29年）11月28日に開業した。
なお、イオンタウンユーカリが丘開業後も、イオンシネマユーカリが丘のみ旧店舗に隣接のユーカリプラザ内で営業を続けていたが、2018年（平成30年）5月31日に閉館し、同年6月15日より佐々木興業が施設を買い取り改装の上でシネマサンシャインユーカリが丘として営業している。

## 沿革
- 1993年（平成5年）12月25日 - 前身となる「ユーカリが丘サティ」が開業[2]。
- 2011年（平成23年）3月1日[4] - ユーカリが丘サティが「イオンユーカリが丘店」に改称[1]。
- 2016年（平成28年）
  - 6月5日 - イオンユーカリが丘店の営業が終了[1]。
  - 6月10日 - イオンタウンユーカリが丘が開業[1]。事実上の移転。[独自研究?]

#### 広報資料・プレスリリースなど一次資料
1. 1 2 3 4 5  “イオンタウンユーカリが丘 新築工事 - プロジェクト紹介 - 株式会社 塩浜工業”.   塩浜工業株式会社. 2019年12月22日閲覧。
2. ↑  “集う!味わう!育てる!私の夢がかなう街 6/10 (金) イオンタウンユーカリが丘グランドオープン” (PDF).  イオンタウン株式会社、イオンリテール株式会社 (2016年5月17日). 2019年2月7日時点のオリジナルよりアーカイブ。2019年12月22日閲覧。
3. ↑  『「イオンシネマ　ユーカリが丘」閉館に関するお知らせ』（PDF）（プレスリリース）イオンエンターテイメント株式会社、2018年4月11日。2024年9月24日閲覧。